# Половецька сільська рада (Бердичівський район)
Половецька сільська рада — колишня адміністративно-територіальна одиниця та орган місцевого самоврядування у Коднянському (Солотвинському), Бердичівському районах і Бердичівській міській раді Житомирської і Бердичівської округ, Вінницької й Житомирської областей Української РСР та України з адміністративним центром у с. Половецьке.

## Населені пункти
Сільській раді були підпорядковані населені пункти:
- с. Половецьке
- с-ще Хмельове

## Населення
Кількість населення ради станом на 1923 рік становила 1 619 осіб, кількість дворів — 319.
Відповідно до перепису населення СРСР, станом на 17 грудня 1926 року, чисельність населення ради становила 1 691 особу, з них, за статтю: чоловіків — 851, жінок — 840, етнічний склад: українців — 1 372, росіян — 6, поляків — 305, інших — 8. Кількість господарств — 359, з них несільського типу — 1.
Відповідно до результатів перепису населення СРСР, кількість населення ради, станом на 12 січня 1989 року, становила 1 179 осіб.
Станом на 5 грудня 2001 року, відповідно до перепису населення України, кількість мешканців сільської ради становила 1 117 осіб.

### Мова
Розподіл населення за рідною мовою за даними перепису 2001 року:
| Мова       | Відсоток |
| ---------- | -------- |
| українська | 98,75 %  |
| російська  | 1,25 %   |

## Склад ради
Рада складалася з 16 депутатів та голови.

### Керівний склад сільської ради
| ПІБ                    | Основні відомості                                                  | Дата обрання | Дата звільнення |
| ---------------------- | ------------------------------------------------------------------ | ------------ | --------------- |
| Глищук Василь Іванович | Сільський голова , 1967 року народження, освіта, безпартійний      | 26.03.2006   | 31.10.2010      |
| Глищук Василь Іванович | Сільський голова , 1967 року народження, освіта вища, безпартійний | 31.10.2010   |                 |

Примітка: таблиця складена за даними джерела

## Історія
Створена 1923 року в складі с. Половецьке та хуторів Білоцерківка і Соколівка Солотвинської волості Житомирського повіту Волинської губернії.
Станом на 1 вересня 1946 року сільська рада входила до складу Бердичівського району Житомирської області, на обліку в раді перебували с. Половецьке та хутори Білоцерківка (згодом — Хмельове), Дубове і Соколівка.
29 вересня 1960 року, відповідно до рішення Житомирського ОВК № 985 «Про вилучення з обліку деяких населених пунктів в районах області», х. Соколівка знятий з обліку населених пунктів.
На 1 січня 1972 року сільська рада входила до складу Бердичівського району Житомирської області, на обліку в раді перебували с. Половецьке та селище Хмельове.
Ліквідована 3 січня 2019 року через об'єднання до складу Гришковецької селищної територіальної громади Бердичівського району Житомирської області.
Входила до складу Коднянського (Солотвинського, 7.03 1923 р.), Бердичівського (17.06.1925 р., 28.06.1939 р.) районів та Бердичівської міської ради (15.09.1930 р.).